# Pokémon Scarlet và Violet
Pokémon Scarlet và Pokémon Violet là những trò chơi video nhập vai do Game Freak phát triển, The Pokémon Company và Nintendo phát hành cho Nintendo Switch. Được công bố vào tháng 2 năm 2022, đây là phần đầu tiên trong thế hệ thứ chín của loạt trò chơi điện tử Pokémon và sẽ được phát hành vào ngày 18 tháng 11 năm 2022.
Scarlet và Violet diễn ra trong một thế giới mở không giống như các phần Pokémon trước. Các trò chơi diễn ra ở vùng Paldea, dựa trên Bán đảo Iberia. Có ba câu chuyện riêng biệt mà người chơi có thể hoàn thành. Scarlet và Violet giới thiệu 110 Pokémon mới, cùng với hai dạng khu vực mới. Cũng được giới thiệu là những sinh vật dịch chuyển thời gian được gọi là Pokémon nghịch lý và hiện tượng Terastal, cho phép Pokémon biến đổi thành "Loại Tera" độc quyền của nó ". Các trò chơi duy trì các tính năng từ các trò chơi Pokémon hiện đại trước đây, bao gồm các khu vực rộng mở và Pokémon xuất hiện trong thế giới bên kia.
Scarlet và Violet nhận được nhiều đánh giá trái chiều từ các nhà phê bình. Các trò chơi được khen ngợi vì cốt truyện và công thức thế giới mở, trong khi các vấn đề về đồ họa và kỹ thuật khi ra mắt lại bị chỉ trích. Các trò chơi đã bán được hơn 10 triệu bản trong ba ngày đầu tiên, trở thành trò chơi ra mắt lớn nhất mọi thời đại của Nintendo và 22 triệu bản vào tháng 3 năm 2023.

## Trò chơi
Pokémon Scarlet và Violet phần lớn tuân theo cấu trúc chơi trò chơi cơ bản giống như các trò chơi Pokémon trước đó, trong đó người chơi có được các sinh vật được gọi là Pokémon, chủ yếu thông qua bắt và giao dịch và sử dụng chúng để khám phá thế giới và trận chiến những người huấn luyện Pokémon khác. Tuy nhiên, một tính năng mới đã được thêm vào cho phép người chơi chọn chiến đấu với các huấn luyện viên trên đường đi.
Scarlet và Violet có thế giới mở, bao gồm cả khu vực đô thị và vùng hoang dã rộng mở không có biên giới giữa hai bên, không giống như các phần trước trong sê-ri Pokémon. Ngoài ra, tiến trình của các trò chơi tùy thuộc vào người chơi, với ba lộ trình có sẵn để lựa chọn, và các mục tiêu trong các tuyến đường có thể được thực hiện theo bất kỳ thứ tự nào.
Trò chơi giới thiệu ba Pokémon khởi đầu mới, Sprigatito, Fuecoco và Quaxly và hai Pokémon huyền thoại mới, Koraidon và Miraidon. Để hỗ trợ việc di chuyển, Koraidon hoặc Miraidon có thể được sử dụng để di chuyển xung quanh. Một cơ chế có tên "Let's Go" sẽ cho phép người chơi cử Pokémon đi lang thang khắp thế giới và tự động chiến đấu với Pokémon hoang dã. Ngoài ra, tính năng chơi phối hợp với tối đa ba người chơi khác cũng được bao gồm.
Scarlet và Violet giới thiệu hiện tượng Terastal, mang lại cho Pokémon vẻ ngoài kết tinh, cũng như thay đổi loại của Pokémon để phù hợp với "Loại Tera" của Pokémon đó cũng như mở khóa các chiêu thức đặc biệt như Tera Blast, khi được Pokémon Terastallized sử dụng, chiêu thức này sẽ trở thành chiêu thức cùng loại với loại Tera của Pokémon đó.

## Cốt truyện

### Bối cảnh
Pokémon Scarlet và Violet lấy bối cảnh ở vùng Paldea của vũ trụ Pokémon, dường như dựa trên Bán đảo Iberia. Khu vực có cảnh quan đa dạng bao gồm hồ, vùng đất hoang và dãy núi. Một miệng núi lửa lớn, được đặt tên là Great Crater of Paldea, nằm ở trung tâm của khu vực, được hình thành bởi một thiên thạch tấn công hàng thế kỷ trước các sự kiện của trò chơi. Bên trong Miệng núi lửa là một khu vực có tên là Area Zero, nơi mà hiện tượng Terastalization lần đầu tiên được phát hiện. Khu vực này được chia thành 20 khu vực khác nhau; sáu vị trí ở phía nam, ba vị trí ở phía đông, bốn vị trí ở phía tây và bảy vị trí ở phía bắc. Các khu vực khác nhau về Pokémon; một số chỉ được nhìn thấy ở các phần cụ thể của khu vực. Các hòn đảo nhỏ và thành tạo đá nằm rải rác khắp các hồ và biên giới của khu vực.

### Câu chuyện
Trong Scarlet và Violet, người chơi theo học tại Học viện Naranja (Scarlet) hoặc Uva (Violet). Học viện tổ chức "Truy tìm kho báu" hàng năm, trong đó học sinh được khuyến khích tìm kiếm thứ mà họ trân trọng bằng cách khám phá khu vực. Sau khi gặp Pokémon huyền thoại Koraidon hoặc Miraidon, những người tham gia và hỗ trợ người chơi mặc dù đã mất khả năng chiến đấu, người chơi được khuyến khích tham gia vào ba câu chuyện: Con đường Chiến thắng , Starfall Street và Con đường huyền thoại.
Trong Con đường Chiến thắng, Nemona - người huấn luyện được xếp hạng Nhà vô địch đối thủ của người chơi, thường xuyên chiến đấu với họ trong suốt cuộc hành trình của họ yêu cầu rằng họ hoàn thành tất cả tám Pokémon Gyms của vùng Paldea. Sau khi đánh bại thủ lĩnh của mỗi Phòng tập, họ có thể đạt thứ hạng Nhà vô địch bằng cách đánh bại Bộ tứ ưu tú của khu vực và Nhà vô địch hàng đầu Geeta. Sau khi trở thành Quán quân, Nemona thách đấu người chơi trong trận chiến cuối cùng.
Starfall Street bắt đầu sau khi người chơi giúp nữ sinh nhút nhát Penny đứng lên chống lại Team Star, một nhóm chịu trách nhiệm bắt nạt học viện, khi Cassiopeia—người sáng lập Team Star và danh tính bí mật của Penny—thuê họ tham gia "Chiến dịch Starfall", nhằm mục đích buộc Team Star phải tan rã bằng cách đánh bại cả năm trùm của đội, tước bỏ quyền lực của họ trong nhóm. Họ được hỗ trợ bởi giám đốc học viện Clavell, người đang muốn khám phá nguồn gốc của Team Star trong khi cải trang thành một sinh viên tên Clive, và Penny, người muốn theo dõi người chơi trực tiếp ngoài việc hướng dẫn họ với tư cách là Cassiopeia. Họ biết rằng Team Star được thành lập để chống lại nạn bắt nạt hơn là gây ra nó, và việc họ đối đầu với những kẻ bắt nạt mình mười tám tháng trước đã khiến những kẻ bắt nạt bỏ học và một số nhân viên học viện phải từ chức. Sau khi đánh bại tất cả các tên trùm của đội, Penny gặp người chơi trong sân trường để tiết lộ danh tính của cô ấy và thách đấu với họ. Sau thất bại của cô ấy, Clavell cởi bỏ lớp ngụy trang của mình và đề nghị hòa bình với Team Star, mặc dù anh ta buộc các thành viên của đội phải phục vụ cộng đồng như một hình phạt vì một số vi phạm.
Arven, nhằm mục đích xác định năm Herba Mystica huyền thoại, yêu cầu người chơi tham gia cùng anh ta trong Con đường huyền thoại. Để có được mỗi Herba Mystica, người chơi và Arven phải hợp tác để đánh bại một "Pokémon Titan" —một Pokémon lớn bất thường được cung cấp bởi Herba Mystica. (Titan thép ẩn nấp (Orthworm) Titan vách đá (Klawrf) Titan bầu trời mở (Bombirdier) Titan đất rung chuyển (Great Tusk/Iron Treads) và Titan rồng giả (Dondozo và Tatsugiri)) Sau đó trong cốt truyện, Arven tiết lộ rằng anh ấy muốn sử dụng Herba Mystica để phục hồi sức khỏe cho thú cưng của mình Mabosstiff, người đã bị thương bởi một Pokémon ở Khu vực Zero—nơi làm việc của cha mẹ anh ấy, hoặc Giáo sư Sada (Scarlet) hoặc Turo (Violet). Sau khi đánh bại cả năm Titan, anh ta và người chơi sử dụng Herba Mystica để phục hồi sức khỏe cho Mabosstiff và lấy lại sức mạnh đã mất của Koraidon/Miraidon. Sau đó, anh ta thách đấu người chơi trong một trận chiến cuối cùng, trước khi được giáo sư gọi đến Khu vực số 0 bằng Scarlet hoặc Violet Book. Tuy nhiên, Arven quyết định rằng họ phải chiêu mộ thêm đồng minh trước khi hành trình đến Khu vực số không.
Sau khi chọn Nemona và Penny để được hỗ trợ, Arven và người chơi lên đường tới Zero Lab, phòng thí nghiệm của giáo sư ở Khu vực Zero. Bên trong, họ gặp Pokémon nghịch lý—họ hàng sinh học của Pokémon còn tồn tại từ quá khứ xa xưa hoặc tương lai xa. Sau khi đến phòng thí nghiệm, giáo sư tiết lộ mình là AI thay thế cho giáo sư thực sự, người đã bị giết trong một sự cố trong phòng thí nghiệm một thời gian trước các sự kiện của trò chơi. AI tiết lộ rằng giáo sư ban đầu đã tạo ra cỗ máy thời gian để lấy Pokémon Nghịch lý và AI phải duy trì nó bằng mọi giá. AI thúc giục người chơi tắt cỗ máy thời gian để bảo vệ hệ sinh thái của Paldea, mặc dù chương trình của nó buộc phải chiến đấu với người chơi. Sau khi bị đánh bại ban đầu, các giao thức bảo mật của cỗ máy thời gian khiến người chơi không còn lựa chọn nào khác ngoài Koraidon hoặc Miraidon của họ để đánh bại AI của chính họ. Điều này khiến cỗ máy thời gian bị lỗi và AI du hành đến thời gian thay thế để cho phép cỗ máy bị phá hủy, xin lỗi Arven vì giáo sư ban đầu đã bỏ bê anh khi còn nhỏ trước khi khởi hành. Trở lại học viện, Nemona, Clavell và Geeta tổ chức một giải đấu đấu Pokémon giữa giảng viên và sinh viên. Sau khi đánh giá tất cả các Phòng tập thể dục trước đó, người chơi sẽ chiến thắng trong giải đấu.